# Hubert Geven
Hubert Geven (Apeldoorn, 18 november 1993) is een Nederlands MMA-vechter.

## Achtergrond
Op 12-jarige leeftijd is Hubert Geven begonnen met kickboksen bij Budo-Blok. Hubert Geven heeft 45 kickbokswedstrijden gevochten waarbij er 36 zijn gewonnen, 5 verloren en 4 gelijk.

## MMA
Op 16-jarige leeftijd maakte Geven de overstap naar MMA bij Golden Glory met Martijn de Jong als trainer. Na 6 jaar trainen heeft Geven de overstap gemaakt naar de sportschool The Colosseum in Utrecht. 